# Marcus Caedicius Iucundus
Marcus Caedicius Iucundus war ein antiker römischer Goldschmied (aurifex), der im 1. Jahrhundert in Rom tätig war.
Er ist einzig durch seine Grabinschrift bekannt. Die Inschrift wurde in Rom gefunden und befindet sich heute im Archäologischen Nationalmuseum Neapel.
Demnach wurde er 30 Jahre alt und hatte sein Geschäft an der Via Sacra. Bei ihm handelte es sich um einen Freigelassenen.
Möglicherweise ist er mit dem Goldschmied Marcus Caedicius Eros verwandt, der ebenfalls seinen Sitz an der Via Sacra hatte; ein weiterer Goldschmied, der dort seinen Sitz hatte, war Lucius Saufeius Eros.